# Swiss WC Match Ball
Swiss WC Match Ball foi a bola de futebol produzida para uso na Copa do Mundo FIFA de 1954 realizada na Suíça.
A Swiss WC Match Ball, de 18 gomos, do jogo final entre Alemanha Ocidental e Hungria, inaugurou a era das bolas com dimensões padronizadas pela FIFA. A bola de 18 gomos fez sua primeira aparição nesta edição da Copa FIFA e foi usada, de várias formas, até 1966.